# كورنيليوس فودج
كورنيليوس أوسوولد فودج (بالإنگليزيَّة: Cornelius Oswald Fudge) هو إحدى الشخصيَّات الخياليَّة في سلسلة هاري پوتر من تأليف الكاتبة البريطانيَّة ج. ك. رولنغ. وُصف بأنَّهُ وزيرُ السحر البريطاني خِلال الفترة المُمتدَّة من سنة 1990 حتَّى 1996م. ورد ذكرُ فودج لِأوَّل مرَّة في كتاب «هاري پوتر وحجر الفلاسفة» دون أن يظهر فعليًّا، أمَّا أوَّل ظُهورٍ له فكان في كتاب «هاري پوتر وحُجرة الأسرار».
أسمُ أُسرته، أي «فودج»، يعني «الحلوى» بالإنگليزيَّة. وُصف بأنَّهُ يرتدي معطفًا مُخططًا، وقُبَّعة مُستديرة خضراء، وجزمتان خضراوتان. أدَّى دوره المُمثل البريطاني روبرت هاردي في سلسلة الأفلام.

## ظُهوره

### حجر الفلاسفة وغُرفة الأسرار
اقتصر ظُهور كورنيليوس فودج في كتاب هاري پوتر وحجر الفلاسفة على مُجرَّد ذكره بأنَّه وزير السحر في بريطانيا. وكان أوَّل ظُهورٍ فعليٍّ له في كتاب هاري پوتر وحُجرة الأسرار عندما أتى إلى مدرسة هوغوورتس لِيُرافق هاغريد إلى سجن أزكابان بعد أن اتُهم الأخير بافتعال الأحداث الأليمة التي ألمَّت بالطُلَّاب، علمًا بأنه يؤمن ببراءته. كما أنه يقوم بِعزل ألباس دمبلدور من منصبه كمُديرٍ لِهوغوورتس بناءً على إصرار لوشيوس مالفوي ومجلس المُدراء الذين صوَّتوا بالإجماع على ذلك بناءً على قوله.

### سجين أزكابان
إلتقى فودج بِهاري پوتر لِأوَّل مرَّة في كتاب هاري پوتر وسجين أزكابان، وفيه لا يقوم بالادعاء على الفتى الشاب بسبب إلقاءه شعوذة على العمَّة مارج أدَّت إلى انتفاخ جسدها، لكنَّه ينصحه بالحذر لِأنَّ هُناك قاتلًا خطيرًا طليقًا. وعندما يذهب فودج لاحتساء مشروبٍ في حانة المكنسات الثلاث (بالإنگليزيَّة: The Three Broomsticks)، يُعلم هاري (المُتخفّي وقتها) أنَّ سيرياس بلاك كان في الواقع الصديق المُقرَّب من جيمس پوتر، وأنَّه خان آل پوتر وسلَّمهُما لِڤولدمورت الذي قتلهما. سمح فودج بإعدام الهيپُغريف «بكبيك» بعد أن أصرَّ عليه لوشيوس مالفوي مُجددًا. وفي هذا الكتاب، يُكشف النقاب عن عمل فودج السَّابق قبل أن يُصبح وزيرًا للسحر، وهو موظَّف في قسم الحوادث والكوارث السحريَّة.

### كأس النار
تبدَّلت علاقة كورنيليوس فودج الوديَّة بِهاري پوتر فجأة في كتاب هاري پوتر وكأس النار. فما أن يخرج هاري من المُباراة الثالثة في دورة ألعاب السحرة، بعد أن شهد الولادة الثانية لِڤولدمورت، يرفض فودج تصديقه، ويُبدي قلقًا من التبعات المُتأتية عن إعلان عودة ڤولدمورت، قائلًا أنها تعني نهاية زمن السلام في عالم السحرة، وبداية زمن تفشّي الحُزن والهم والغم، وبهذا يُقرر تجنّب تصديق جميع الأدلَّة التي تُدَّم له وتؤكد عودة سيِّد الظلام. أشارت ج. ك. رولنغ في ذلك الوقت أنَّ تصرُّفات فودج تُحاكي تصرُّفات نيڤيل چامبرلين خِلال الفترة التي سبقت اندلاع الحرب العالميَّة الثانية.

### جماعة العنقاء
في كتاب هاري پوتر وجماعة العنقاء، يقوم فودج بقيادة حملة واسعة عبر جريدة المتنبيُّ اليوميّ (بالإنگليزيَّة: The Daily Prophet) لِإظهار دمبلدور بمظهر ڋالعجوز الخرفان (رُغم أنه كان يطلب نصيحته على الدوام خِلال الفترة المُبكرة من تولِّيه منصب وزير السحر)، وهاري على أنه مُراهقٌ مُعتل العقل وكاذبٌ يستجدي الانتباه. كما أنه يقوم بسن قانون يسمح له باستبدال دمبلدور بِدولوريس أمبريدج، وهي وكيلة الوزارة، لِتكون مُدرِّسة في هوغوورتس. ثُمَّ يُعيد تعيينها لِتكون «كبيرة المُحققين» في المدرسة، مانحًا إيَّها الصلاحيَّة المُطلقة كي تتحقق من سُلوك أي أُستاذ وتطرد من ترى مُناسبًا منهم، وفي نهاية المطاف يُعينها بدل دمبلدور لِتكون مُديرة هوغوورتس. يُبدي فودج قلقه من أن يكون دمبلدور يتحدى سُلتطه، وأنَّهُ يقوم بتدريب عددٍ من التلاميذ كي يقوموا بالإطاحة بالوزارة. بعد أن يظهر ڤولدموت خِلال المعركة في وزارة السحر في قسم الأسرار، يُطرد فودج من عمله كوزيرٍ للسحر ويُلحق به العار، بعد أن كان مُجتمع السحرة قد طالب بإقالته، ويتولّى روفوس سكريمجور منصب الوزير بدلًا منه. يُحاول فودج بعد ذلك إقناع دمبلدور بأن يُدبّر لهُ موعدًا مع هاري پوتر كي يكذب الأخير على لسانه ويقول بأنَّ الوزارة تفوز بالحرب ضدَّ ڤولدمورت، إلَّا أنَّ دمبلدور يرفض رفضًا قاطعًا، وهو على ثقة بأنَّ هاري سيجد الأمر سخيفًا.

### الأمير الهجين
ورد ذِكرُ كورنيليوس فودج لِآخر مرَّة في السلسلة ضمن هذا الكتاب، فقيل أنَّه كان من جُملة الذين شاركوا في جنازة دمبلدور وحملوه إلى مثواه الأخير.

## وصلات خارجيَّة
- كورنيليوس فودج في هاري پوتر ويكيا.

| سبقه ميليسنت باغنولد | وزير السحر 1990-1996 | تبعه روفوس سكريمجور |